# Geostiba nimbicola
Geostiba nimbicola är en skalbaggsart som beskrevs av Lohse och Ales Smetana 1988. Geostiba nimbicola ingår i släktet Geostiba och familjen kortvingar. Inga underarter finns listade i Catalogue of Life.